# Stadio San Francesco d’Assisi
Das Stadio San Francesco d’Assisi ist ein Fußballstadion mit Leichtathletikanlage in der italienischen Stadt Nocera Inferiore in der Provinz Salerno der Region Kampanien. Die Sportstätte wird hauptsächlich vom Fußballverein ASG Nocerina genutzt. Ursprünglich trug die Anlage den Namen Stadio Comunale Nocera Inferiore; wurde dann in Stadio San Francesco d’Assisi, zu Ehren von Franz von Assisi, umbenannt. Ende der 1970er Jahre fasste das Stadion rund 15.000 Besucher; es bietet heute noch 6.852 Plätze und gehörte damit zu den kleinsten Stadien der Serie B.
Wie häufig in Italien anzutreffen; ist das Stadion in Besitz der Stadt und das Spielfeld ist von einer Tartanbahn umgeben. Die Sportstätte besitzt die Form eines Hufeisens; welches sich aus der Haupttribüne, der Südkurve und der Gegengeraden bildet. Die später errichtete Tribüne in der Nordkurve steht separat ohne Verbindung zu den anderen Rängen. Nach der Eröffnung im Jahr 1973 wurde das Stadion 1978, nach dem Aufstieg des damals noch AG Nocerina zur Saison 1978/79 in die Serie B, erweitert. Aus dieser Zeit stammt auch der Besucherrekord von 15.000 Zuschauern bei dem Ligaspiel AG Nocerina gegen den CFC Genua im Jahr 1979. Die Haupttribüne erhielt 1986 ihre Überdachung; des Weiteren wurde die Aschenbahn durch eine Kunststoffbahn aus Tartan ersetzt. Im Jahr 2000 wurde die Sportstätte mit einer Flutlichtanlage ausgerüstet. Die Nordtribüne wurde 2006 gebaut; zusätzlich erneuerte man die Leichtathletikanlage.
Im Jahr 1992 besuchte Papst Johannes Paul II. die Stadt Nocera Inferiore und war im Stadion zu Gast.